# Йесод
Йесод, также Иесод или Есод (др.-евр. יסוד‬; лат. транскрипция Yesod или Jesod; «Основа; Основание»; англ. foundation), — в учении каббалы о происхождении миров девятая из 10 объективных эманаций (прямые лучи божественного света) мироздания — так называемых «сфирот» или «сефирот» (мн.ч. от «сефира»), также «цифр» или «сфер», — первых излучений Божественной Сущности, которые в своей совокупности образуют космос.
Мыслимые как члены одного целого, сефироты образуют форму совершенного существа — первоначального человека (Адам-Кадмон). Для большей наглядности каббалисты указывают соответствие отдельных сефирот с наружными частями человеческого тела: Йесод и Малхут — это две ноги Адам-Кадмона.

## Триада «природного» или «телесного мира»
Три сефирот — Нецах, Ход и Йесод — представляют динамические силы природы: мужской принцип Нецах («Торжество») и женский — Ход («Слава»), которые, соединённые вместе, дают в результате Йесод («Основу»), то есть воспроизводящий элемент, корень всего сущего.
Третья и последняя триада дерева Сфирот — Нецах («Торжество»), Ход («Слава» или «Величие») и Йесод («Основа» или «Основание») — образует «природный, или телесный, мир» (ивр. עולם מוטנע‎ или עולם הגוף‎), совпадающий с «natura naturata» у Спинозы (1632—1677).